# East Providence
East Providence és una població dels Estats Units a l'estat de Rhode Island. Segons el cens del 2005 tenia 49.515 habitants.

## Demografia
Segons el cens del 2000, East Providence tenia 48.688 habitants, 20.530 habitatges, i 12.851 famílies. La densitat de població era de 1.401,8 habitants per km².
Dels 20.530 habitatges en un 27,1% hi vivien nens de menys de 18 anys, en un 46,3% hi vivien parelles casades, en un 12,7% dones solteres, i en un 37,4% no eren unitats familiars. En el 32,4% dels habitatges hi vivien persones soles el 14,6% de les quals corresponia a persones de 65 anys o més que vivien soles. El nombre mitjà de persones vivint en cada habitatge era de 2,33 i el nombre mitjà de persones que vivien en cada família era de 2,99.
Per edats la població es repartia de la següent manera: un 21,7% tenia menys de 18 anys, un 7,4% entre 18 i 24, un 29,4% entre 25 i 44, un 22,6% de 45 a 60 i un 18,9% 65 anys o més.
L'edat mitjana era de 40 anys. Per cada 100 dones de 18 o més anys hi havia 82,6 homes.
La renda mitjana per habitatge era de 39.108$ i la renda mitjana per família de 48.463$. Els homes tenien una renda mitjana de 34.342$ mentre que les dones 26.423$. La renda per capita de la població era de 19.527$. Aproximadament el 6,3% de les famílies i el 8,6% de la població estaven per davall del llindar de pobresa.

## Poblacions més properes
El següent diagrama mostra les poblacions més properes.